# Estadio La Rosaleda
Das Estadio La Rosaleda (deutsch Rosengarten-Stadion) ist ein Fußballstadion in der spanischen Stadt Málaga. Es ist die Heimspielstätte des Fußballclubs FC Málaga. Die Anlage gehört zu gleichen Anteilen der Stadt Málaga, der Provinz Málaga sowie der Autonomen Region Andalusien.

## Geschichte
Das Estadio La Rosaleda ersetzte im Jahr 1941 die alte Spielstätte Baños del Carmen. Wegen deren Überschwemmung wurde die neue Spielstätte vorzeitig bereits am 13. April 1941 genutzt, zum Spiel zwischen CD Malacitano und AD Ferroviaria de Madrid. Die offizielle Eröffnung fand dann am 14. September 1941 statt, als CD Málaga – Vorgänger des FC Málaga – auf den FC Sevilla traf. 
1982 wurde das Stadion für die Fußball-Weltmeisterschaft renoviert. Hierbei wurde der Stadionring komplett geschlossen und die Anzeigetafeln erneuert. Während der Endrunde wurde La Rosaleda von der Sowjetunion, Schottland und Neuseeland als Spielstätte genutzt. Die letzte große Renovierung erfolgte nach Planungen des Architekturbüros José Seguí zwischen 2000 und 2006, seither fasst es, ausschließlich auf Sitzplätzen, 30.044 Besucher.
Anfang April 2023 stellten der Stadtrat von Málaga, der Provinzrat von Málaga und die Regionalregierung von Andalusien als Eigentümer detaillierte Pläne des Architekturbüros Morph zur Renovierung des „Rosengartens“, im Hinblick auf die gemeinsame Bewerbung von Spanien, Portugal und Marokko zur Fußball-Weltmeisterschaft 2030, vor. Málaga stand auf einer Liste von potentieller Spielorte für die WM in Spanien. Der komplette Umbau hätte zwischen 70 und 110 Mio. Euro gekostet. Das Stadion fasst gegenwärtig 30.044 Zuschauer und sollte auf bis zu 45.000 Plätze ausgebaut und renoviert werden. Des Weiteren ist die Überdachung der Ränge, der Bau einer Tiefgarage und das Anlegen von Grünflächen geplant. Am 12. Juli 2025 zog die Stadt Málaga ihre Bewerbung für die WM 2030, in Abstimmung mit dem FC Málaga, zurück. Damit sind die Pläne für die Renovierung hinfällig geworden.

## Galerie

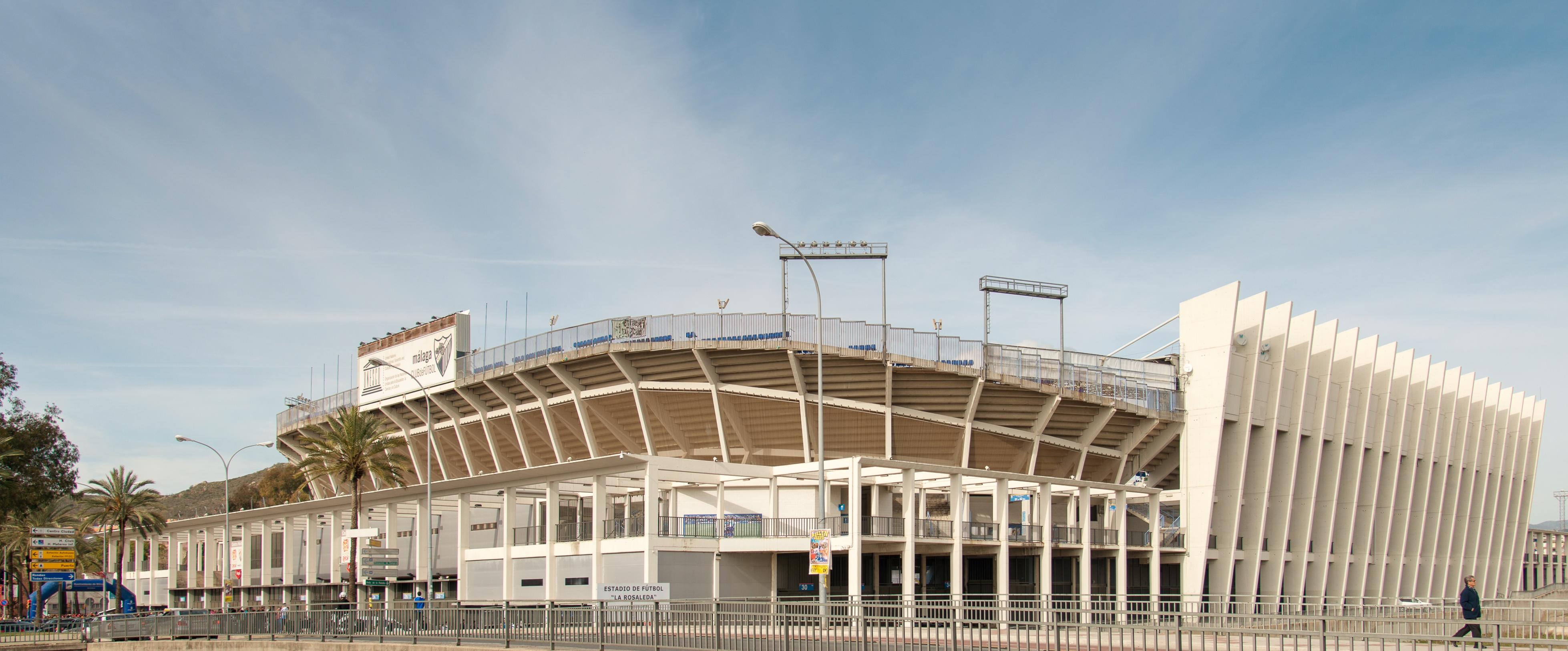
Südostansicht des Stadions
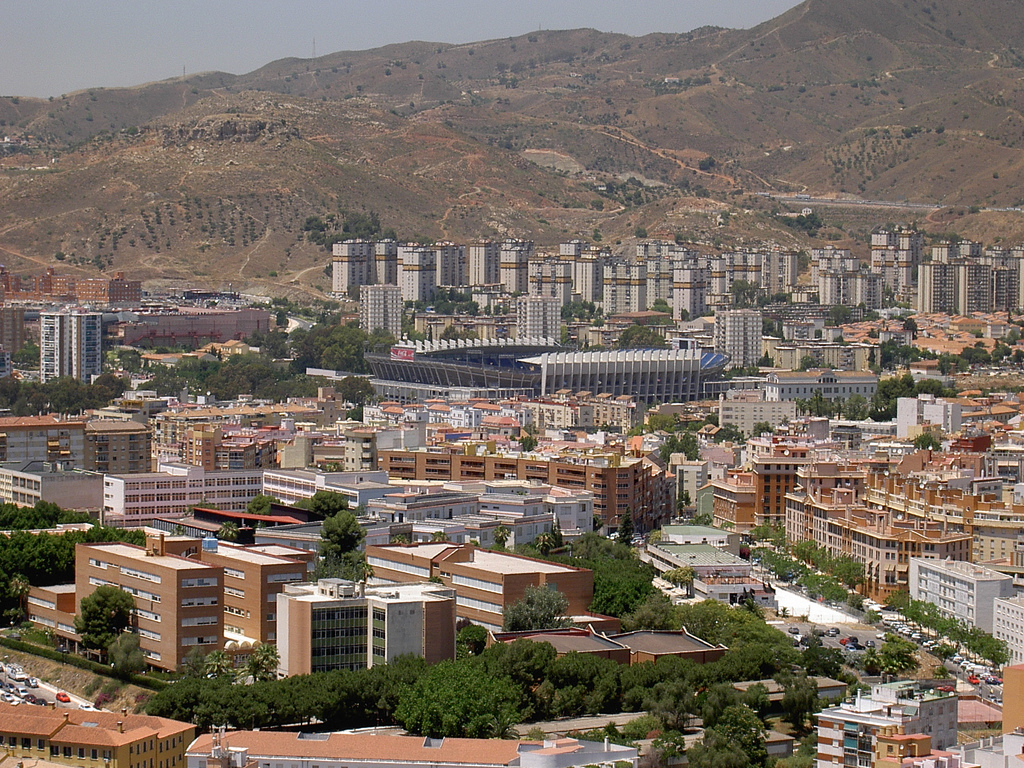
Der Norden Málagas mit dem Stadion etwa in der Bildmitte